# Portada/article setembre 3

## Shōgun
Shōgun era un grau militar i títol històric concedit directament per l'emperador. La paraula shōgun és l'abreviació de Seii Taishōgun (lit. «Gran General apaivagador dels Bàrbars") nomenament que fins al 1192 havia estat temporal i era utilitzat per referir-se al general que comandava l'exèrcit enviat a combatre els emishi, que habitaven al nord del país.
Durant el segle XII i fins al 1868 el shogun es va constituir com el governant de facto de tot el país, encara que, teòricament, l'emperador era el legítim governant i aquest dipositava l'autoritat al shogun per governar en nom seu. Durant aquest temps, l'emperador es va veure obligat a delegar completament qualsevol atribució o autoritat civil, militar, diplomàtica i judicial a qui tingués aquest títol.